# مايك إدواردز (لاعب كرة قاعدة)
مايك إدواردز (بالإنجليزية: Mike Edwards)‏ هو لاعب كرة قاعدة أمريكي، ولد في 27 أغسطس 1952 في Fort Lewis (Washington) ‏ في الولايات المتحدة.

## وصلات خارجية
- مايك إدواردز على موقع الدوري الياباني لكرة القاعدة (الإنجليزية)
- مايك إدواردز على موقعبيزبول رفرنس.كوم (الدوري الرئيسي) (الإنجليزية)
- مايك إدواردز على موقعبيزبول رفرنس.كوم (الدوري الثانوي) (الإنجليزية)
- مايك إدواردز على موقع مشجعي الرسوم البيانية (الإنجليزية)